# آتر ماژوک
آتر ماژوک (انگلیسی: Ater Majok؛ زادهٔ ۴ ژوئیهٔ ۱۹۸۷) بازیکن بسکتبال اهل سودان است.

## حرفه
وی در مسابقات کشوری و بین‌المللی در مجموع برندهٔ ۱ مدال طلا شده‌است.